# Тлухувек
Тлухувек (пол. Tłuchówek, нім. Tülchenhof) — село в Польщі, у гміні Тлухово Ліпновського повіту Куявсько-Поморського воєводства.
Населення — 314 осіб (2011).
У 1975-1998 роках село належало до Влоцлавського воєводства.

## Демографія
Демографічна структура станом на 31 березня 2011 року:
|          | Загалом | Допрацездатний вік | Працездатний вік | Постпрацездатний вік |
| -------- | ------- | ------------------ | ---------------- | -------------------- |
| Чоловіки | 166     | 40                 | 102              | 24                   |
| Жінки    | 148     | 35                 | 86               | 27                   |
| Разом    | 314     | 75                 | 188              | 51                   |